# 容家耀
容家耀（英語：Kenny Yung，1996年2月19日—），畢業於香港城市大學媒體與傳播學系，香港新聞工作者，曾經為香港電台新聞部記者和現職無綫新聞台高級主播，2022年9月起攻讀香港中文大學企業傳播社會科學碩士，2024年7月已經畢業。
據悉，容家耀曾於2022年1月底離開無綫新聞，而事實上，他於2022年2月未有再在無綫新聞露面，但已於2022年10月重返無綫新聞再次擔任主播。

## 簡歷
容家耀於2014年畢業於王肇枝中學，2019年畢業於香港城市大學媒體與傳播系，主修媒體與傳播。早於大學二年級暑假時，容家耀獲聘為香港電台新聞部實習記者，其後成為兼職記者。到三年級時轉到無綫電視新聞部擔任實習記者，其後再成為兼職記者，畢業後加盟成為全職港聞組記者。
2020年2月底轉為無綫新聞台主播，其後擔任該台深宵新聞報道及無綫財經新聞的主播，同年10月30日開始主持無綫新聞台日間新聞報道及手語新聞報道，兩個月後開始主持星期日香港早晨。他在2021年12月2日開始主持無綫7:30 一小時新聞，同時開始主持天氣報告。
2022年10月，容家耀回歸無綫新聞，並於12月5日起再度主持無綫7:30 一小時新聞。
2022年12月10日，容家耀開始主持翡翠台午間新聞，其後亦於同月29日開始主持翡翠台新聞提要。
2023年1月19日，容家耀主持翡翠台特備節目《行政長官答問會》。

## 表現
容家耀於大學時亦曾在多項大專新聞媒體相關比賽中奪獎。於2017年代表香港城市大學參與由香港賽馬會災難防護應變教研中心舉辦的微電影創作比賽，奪得大專組冠軍。翌年再代表大學參與《中國日報2018校園學報新聞獎》比賽，從兩岸四地38所大學共724件參賽作品中，奪得最佳新聞視頻（中文組）季軍。2017年參與香港電台舉辦的《凝視香港》短片創作比賽；2019年代表香港城市大學參加無綫電視舉辦的2019 TVB 大專紀實短片比賽。在學時亦曾獲得香港特別行政區政府獎學基金。

## 採訪受傷
2019年6月起，香港爆發一連串反對修訂逃犯條例示威活動。同年10月1日國慶，香港多區爆發大規模衝突和暴力破壞，容家耀當日下午於屯門大會堂外採訪示威者與防暴警員衝突時，混亂間被有人從高處擲下的腐蝕性液體濺中灼傷，並需立即由救護車送院治理。所屬的無綫電視傍晚發聲明，指有示威者淋潑腐蝕性液體，譴責有關暴力行為，嚴重影響記者人身安全及採訪工作。無綫電視於當日的新聞報道指，受傷記者手背、頸和額頭都懷疑被液體灼傷，皮膚呈現水泡，需立即由救護車送院治理。

## 外部連結
- 容家耀的Instagram帳戶